# Liste der Abgeordneten zum Burgenländischen Landtag (XX. Gesetzgebungsperiode)
Diese Liste der Abgeordneten zum Burgenländischen Landtag (XX. Gesetzgebungsperiode) listet alle Abgeordneten zum Burgenländischen Landtag in der XX. Gesetzgebungsperiode (Stand: 4. April 2013) auf, die am 24. Juni 2010 mit der Konstituierung des Landtags begann. Seit der Landtagswahl 2010 stellt die Sozialdemokratische Partei Österreichs (SPÖ) 18 der 36 Abgeordneten, wobei die SPÖ gegenüber der Landtagswahl 2005 ein Mandat und die absolute Mehrheit verlor. Die Österreichische Volkspartei (ÖVP) konnte ihre 13 Mandate halten. Zudem sind im Landtag die Freiheitliche Partei Österreichs (FPÖ) mit drei Abgeordneten und Die Grünen Burgenland (GRÜNE) mit einem Abgeordneten im Landtag vertreten, wobei bei der Landtagswahl die FPÖ ein Mandat gewann und die Grünen ein Mandat verloren. Seit der Landtagswahl 2010 ist erstmals auch die Liste Burgenland mit einem Abgeordneten im Landtag vertreten.
Nach der Angelobung der Abgeordneten am 24. Juni 2010 wählten die Landtagsabgeordneten in derselben Sitzung die Mitglieder der Landesregierung Niessl III. Die Gesetzgebungsperiode endete im Jahr 2015.

## Funktionen

### Landtagspräsidenten
Zum Landtagspräsidenten wurde in den konstituierenden Sitzung der SPÖ-Politiker Gerhard Steier gewählt. Steirer löste in seinem Amt Walter Prior (ebenfalls SPÖ) ab, der in Pension ging. Zudem wurde in der konstituierenden Sitzung Kurt Lentsch (ÖVP) als 2. Präsident und Manfred Moser (SPÖ) als 3. Präsident wiedergewählt. Der gemeinsame Wahlvorschlag von SPÖ und ÖVP mit den drei Kandidaten erhielt 32 von 36 möglichen Stimmen (bei 4 Nein-Stimmen), wobei FPÖ und Grüne bereits im Vorfeld angekündigt hatten, Steier nicht zum Präsidenten zu wählen.

### Klubobmänner
Die Abgeordneten der SPÖ wählten erneut Christian Illedits zu ihrem Klubobmann. Auch Rudolf Strommer wurde in seiner bisherigen Funktion des ÖVP-Klubobmanns bestätigt. Ebenfalls in seiner Funktion als FPÖ-Klubobmann verblieb Johann Tschürtz, während die Grünen auf Grund ihres Mandatsverlust die Funktion des Klubobmanns einbüßten. Auch die LBL erreichte auf Grund ihrer Mandatsstärke keinen Anspruch auf die Stellung eines Klubobmanns.

### Landtagsabgeordnete
| Name                 | Partei | Anmerkung                                                        |
| -------------------- | ------ | ---------------------------------------------------------------- |
| Benkö Ilse           | FPÖ    |                                                                  |
| Friedl Klaudia       | SPÖ    |                                                                  |
| Friedl Werner        | SPÖ    |                                                                  |
| Geißler Rudolf       | ÖVP    |                                                                  |
| Gottweis Andrea      | ÖVP    |                                                                  |
| Gradwohl Werner      | ÖVP    |                                                                  |
| Hergovich Robert     | SPÖ    |                                                                  |
| Illedits Christian   | SPÖ    |                                                                  |
| Jany Reinhard        | ÖVP    |                                                                  |
| Kölly Manfred        | LBL    |                                                                  |
| Kovacs Günter        | SPÖ    |                                                                  |
| Kovasits Gerhard     | FPÖ    |                                                                  |
| Lentsch Kurt         | ÖVP    |                                                                  |
| Loos Josef           | SPÖ    |                                                                  |
| Maczek Kurt          | SPÖ    |                                                                  |
| Moser Manfred        | SPÖ    |                                                                  |
| Pongracz Gerhard     | SPÖ    |                                                                  |
| Prohaska Doris       | SPÖ    |                                                                  |
| Radakovits Leo       | ÖVP    |                                                                  |
| Spitzmüller Wolfgang | GRÜNE  | Er folgte Michel Reimon nach dessen Wechsel ins Europaparlament. |
| Sack Edith           | SPÖ    |                                                                  |
| Sagartz Christian    | ÖVP    |                                                                  |
| Salamon Ingrid       | SPÖ    |                                                                  |
| Sampt Helmut         | ÖVP    |                                                                  |
| Schnecker Ewald      | SPÖ    |                                                                  |
| Sodl Wolfgang        | SPÖ    |                                                                  |
| Steier Gerhard       | SPÖ    |                                                                  |
| Steiner Thomas       | ÖVP    |                                                                  |
| Strommer Rudolf      | ÖVP    |                                                                  |
| Sulyok Norbert       | ÖVP    |                                                                  |
| Titzer Gabriele      | SPÖ    |                                                                  |
| Trinkl Mario         | SPÖ    |                                                                  |
| Trummer Erich        | SPÖ    |                                                                  |
| Tschürtz Johann      | FPÖ    |                                                                  |
| Weghofer Matthias    | ÖVP    |                                                                  |
| Wolf Christoph       | ÖVP    |                                                                  |